# Секта

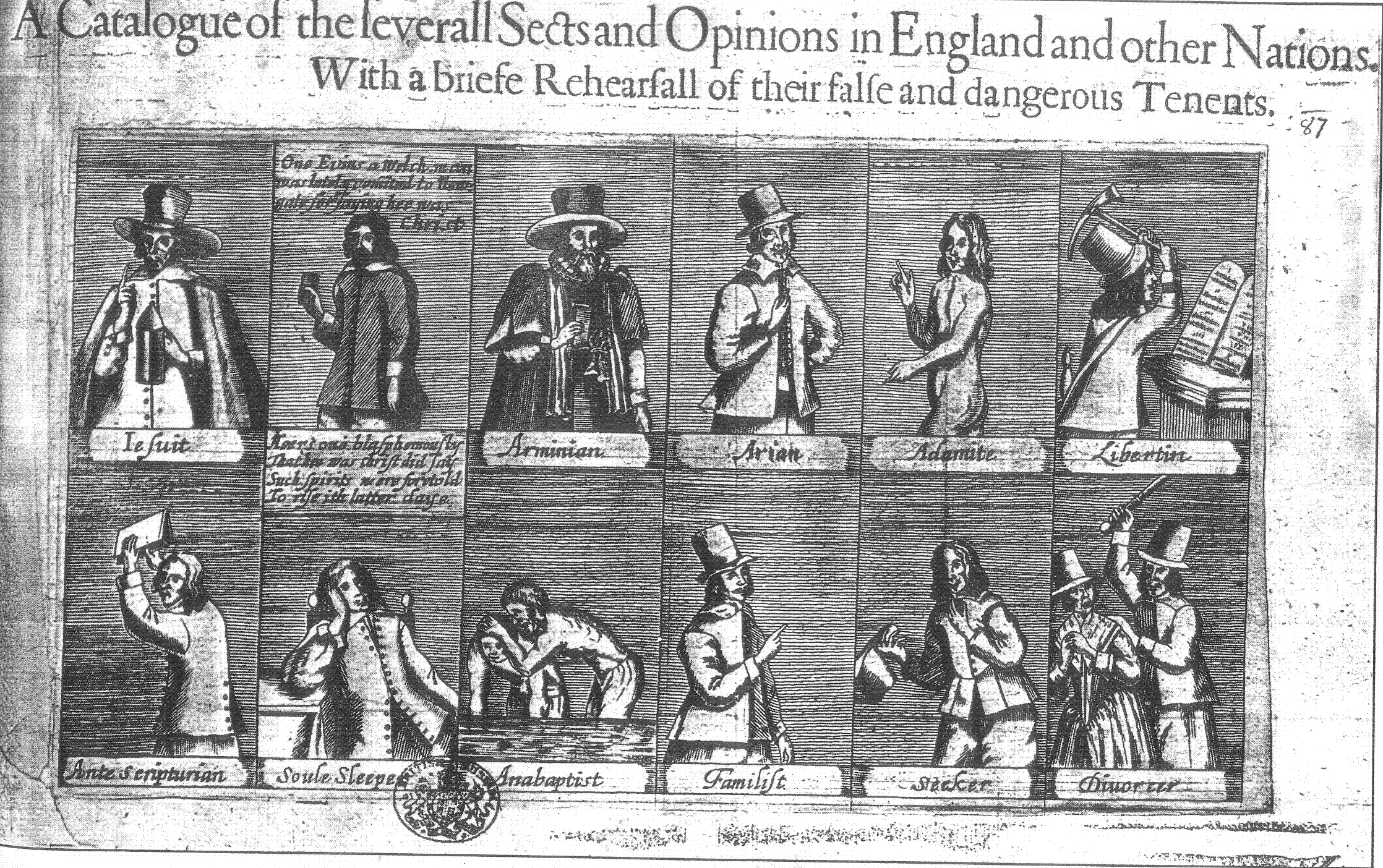
Иллюстрация из каталога сект (около 1647)

Се́кта (сред.-в. лат. secta — школа, учение, от лат. sequor — следую) — понятие (термин), которое используется для обозначения религиозной, политической, философской или иной группы, отделившейся от основного направления и противоречащей ему, или указания на организованную традицию, имеющую своего основателя и особое учение. Слово «секта» изначально не несло в себе никакого негативного смысла. В классической латыни этот термин (лат. secta — «партия, школа, фракция») служил для обозначения образа мышления, образа жизни, а в более конкретном смысле — политической партии или философской школы, к которой принадлежал человек. 
В некоторых источниках понятие «секта» трактуется шире. Так называется любая группа (религиозная или нерелигиозная, отделившаяся или новая), имеющая своё учение и свою практику, отличные от господствующей (в стране, регионе или народе) церкви или идеологии.
Латинскому слову лат. secta в древнегреческом языке соответствует слово др.-греч. αἵρεσις — ересь.

## Определения
Лингвисты, филологи
- В. И. Даль определил слово «секта» как «братство, принявшее своё, отдельное ученье о вере; согласие, толк, раскол или ересь» (указав, что слово произошло из французского языка)[7].
- Д. Н. Ушаков определил слово «секта» как «1. религиозное сообщество, состоящее из людей, отколовшихся от господствующей церкви и принявших новое вероучение 2. перен. Отгородившаяся от общения с другими, замкнувшаяся в себе группа лиц»[8].
- С. И. Ожегов: секта — 1) религиозное объединение, отделившееся от какого-нибудь вероучения и ему противостоящее[9]; 2) группа лиц, замкнувшихся в своих мелких, узких интересах[10].
- В. Ю. Троицкий, доктор филологических наук, ведущий научный сотрудник Института мировой литературы им. А. М. Горького РАН, допускает называть сектами «большинство новых религиозных движений — выходцев из каких-либо традиционных религий (ответвлений от них), <могущих> оказывать иногда культурообразующее влияние на традиции народов, превращаясь в некие религиозные движения, отличаясь от материнской религии какими-то догматами»[11].

Православное сектоведение
- А. Л. Дворкин, профессор ПСТГУ: «секта — это закрытая религиозная группа, противопоставляющая себя основной культурообразующей религиозной общине (или основным общинам) страны или региона»[5].
- И. А. Глухов[12][13][14], доцент Московской духовной академии: «секта — такое отделившееся от единства Русской Православной Церкви, её учения и обрядов религиозное общество, которое имеет особое, отличное от неё учение, богослужение и устройство и живёт отдельной, самостоятельной жизнью, стараясь осуществить в своей замкнутой среде свои религиозные идеалы»[15].
- В. М. Чернышёв[16], доцент Киевской духовной академии, придерживается такого же определения: «секта — такое отделившееся от единства Православной Церкви религиозное общество, которое имеет особое, отличное от неё учение, богослужение, устройство и живёт отдельной самостоятельной жизнью, стремясь осуществить в своей замкнутой среде религиозные идеалы»[17].

Религиоведы, социологи религии
- «Секта — это общество спасённых, стремящихся отделиться и отгородиться от внешнего мира… Секта — союз людей, получивших высшую религиозную аттестацию»[18].

Юристы
- И. Б. Воробьёва[19], кандидат юридических наук, доцент кафедры криминалистического обеспечения расследования преступлений Саратовской государственной академии права, предлагает следующее определение:

секта — это объединение лиц, отделившееся от какого-либо вероучения, либо возникшее на основе принятия самостоятельной доктрины или религиозно-мистического опыта отдельной личности; использующее совокупность специфических вероучительных представлений и культовой практики в качестве инструмента воздействия на людей; как правило, осуществляющее свою деятельность в противостоянии основным религиозным традициям страны.— Воробьёва И. Б. Термин «секта» и его использование в юриспруденции // Вестник Саратовской государственной академии права: научный журнал. - 2010. - № 3 (73). – C. 160-164. (копия 1,копия 2, копия 3)
- Н. В. Кривельская, кандидат юридических наук, известный специалист антикультового движения[20]:

Секта — организация или группа лиц, замкнувшихся в своих интересах (в том числе культовых), не совпадающих с интересами общества, безразличных или противоречащих им— Кривельская Н.В., Алексеевский А. Религиозная безопасность России: термины и определения. Москва—Белгород, 1997
Энциклопедии и словари
- Словарь иностранных слов

«Секта — религиозная община, отколовшаяся от господствующей церкви; замкнутая группа, чуждающаяся широких масс».

- Атеистический словарь

«Секта религиозная (лат. secta — образ мыслей, учение) — один из типов религиозных объединений. Секта религиозная возникает как оппозиционное течение по отношению к тем или иным религиозным направлениям. Для секты религиозной характерна претензия на исключительность своей роли, доктрины, идейных принципов, ценностей, установок. С этим связаны настроения избранничества, а нередко — и тенденция к изоляционизму. Резко выражено стремление к духовному выражению (ревивализм), признаком которого считается строгое соблюдение определённого нравственного кодекса и ритуальных предписаний. Эта установка нередко ведёт к фанатизму. Секта религиозная отрицает институт священства, лидерство считает харизматическим, право на него признает за лицом, которое получило якобы как милость божью особую способность к руководству. Подчеркивается равенство всех членов, провозглашается принцип добровольности объединения, делается акцент на „обращение“, предшествующее членству. Указанные черты, отдельно взятые, могут быть обнаружены и у религиозных объединений иных типов. Однако совокупность признаков характерна именно для секты религиозной. Общие признаки по-разному модифицируются в различных сектантских течениях. Историческая судьба сект религиозных неодинакова. Одни из них через определённый промежуток времени прекращают своё существование. Другие с течением времени превращаются в церкви или деноминации». — Атеистический словарь. М.: Политиздат, 1983.
- Большой юридический словарь:

СЕКТА (религиозная) — отколовшаяся от основного или господствующего религиозного вероисповедания группа верующих, придерживающаяся своих взглядов и толкований его отдельных догматов, обрядов, поучений и т. п. Для С. характерны замкнутость, обособленность, претензии на исключительность своей роли. Термин «С.» не употребляется (кроме единичных случаев) в нормативных актах РФ. В принципе, любая С. может в соответствии с ФЗ «О свободе совести и о религиозных объединениях» от 26 сентября 1997 г. зарегистрироваться как религиозная организация или действовать как религиозная группа, если проповедуемое ею вероучение и исполнение религиозных обрядов не сопряжены с причинением вреда здоровью граждан или с иными посягательствами на их личность и права либо с побуждением граждан к отказу от исполнения гражданских обязанностей.

В то же время в 1990-е гг. в РФ была отмечена разрушительная роль некоторых религиозных С., наносящих значительный ущерб духовной жизни российского общества, представляющих собой прямую опасность для жизни и здоровья граждан РФ и зачастую используемых для прикрытия различного рода противоправной деятельности. В криминологии такие С. нередко именуются тоталитарными. На борьбу с подобными С. направлена ст. 239 УК РФ, устанавливающая ответственность за создание религиозного или общественного объединения, деятельность которого сопряжена с насилием над гражданами или иным причинением вреда их здоровью либо с побуждением граждан к отказу от исполнения гражданских обязанностей или к совершению иных противоправных деяний, а равно руководство таким объединением, участие в его деятельности и пропаганда вышеуказанных противоправных деяний.— Большой юридический словарь
- Карманный словарь атеиста

Секта религиозная (лат. secta — образ мыслей, учение, направление) — один из типов религиозных объединений, отличающийся рядом признаков. Секта возникает как оппозиционное течение по отношению к тем или иным религиозным направлениям. Порождённая классовыми противоречиями, секта может выступить в качестве организации, являющейся выразителем протеста социальных групп, недовольных своим положением в классовом антагонистическом обществе. Для секты характерная претензия на исключительность своей роли, доктрины, идейных принципов, ценностей и установок. С этим связаны тенденции к изоляции, настроения избранничества и т. п., резко выражено стремление к «духовному перерождению» её членов, признаком которого считается строгое соблюдение определённого нравственного кодекса и ритуального предписания. Это нередко приводит к крайнему фанатизму и экстремизму. Секта религиозная отрицает институт священства, не признаёт деления верующих на клир и мирян, провозглашает принцип добровольности объединения, делает акцент на «обращение», предшествующее членству. Указанные черты, отдельно взятые, могут быть обнаружены и у религиозных объединений иных типов. Однако совокупность признаков, их соединение характерно именно для секты религиозной. Общие признаки по-разному модифицируются в различных сектантских течениях. Историческая судьба секты религиозной неодинакова. Одни из них через определённый промежуток времени превращаются в церкви и деноминации. То и/или иное направление эволюции секты религиозной обусловлено соответствующими социальными условиями— Карманный словарь атеиста/ Ю. А. Бахныкин, М. С. Беленький, А. В. Белов и др.; Под ред. М.П.Новикова./ - 7-е изд. - М.: Политиздат, 1987. - 271 с. (С. 207-208)
- Мультимедийная энциклопедия Кирилла и Мефодия

Секта — религиозная группа, община, отколовшаяся от господствующей церкви. В переносном смысле — группа лиц, замкнувшихся в своих узких интересах— Секта // Мультимедийная энциклопедия Кирилла и Мефодия, 1996
- Новая иллюстрированная энциклопедия

СЕКТА религиозная (лат. secta — замкнутая группа людей), обособленная от той или иной церкви или общины. Термин «секта» не прилагается к старообрядческим согласиям и толкам. Иногда сектами называют ряд протестантских организаций (меннониты, адвентисты, иеговисты и др.). Т. н. «тоталитарные секты», получившие распространение в 20 в. («Общество Муна», «сатанисты», «Белое братство» и др.), основаны на культе вождя, безоговорочном подчинении рядовых членов руководству организации. Противоправные действия таких организаций (изуверские обряды, психологическое давление) преследуются законом— Новая иллюстрированная энциклопедия
- Новейший словарь религиоведения

Секта (лат. secta — образ мыслей, образ действий, образ жизни, учение, школа, направление; также используется более нейтральный термин «культ» — англ. cult, от лат. cultus)— это вероисповедная группа, которая возникает как оппозиция по отношению к ранее утвердившимся и, как правило, господствующим религиозным направлениям. Для сект (особенно в начальный период их существования) характерны радикализм учения, проповедь собственной исключительности и единоспасающей силы своего учения, настроения избранности, резкое противопоставление себя другим религиозным направлениям и внешнему миру… Историческая судьба сект неодинакова: одни из них со временем прекращают своё существование, другие постепенно превращаются в иные типы религиозных объединений… В литературе термин «секта» часто без достаточных оснований применяется к другим типам религиозных объединений лишь потому, что они противопоставляют себя наиболее массовой церкви, хотя сами исторические церкви могут иметь значительное количество сектантских черт (например, уверенность в единоспасающей силе своей религиозной организации, свою субкультуру, проявлять нетерпимость и т. п.).— Новейший словарь религиоведения. Ростов н/Д: Феникс, 2010.
- Религиоведение: Энциклопедический словарь

Секта религиозная (лат. secta — школа, путь, учение, направление) — один из типов религиозных организаций. В религиоведении и социологии религии С. р. рассматривается как оппозиционное течение по отношению к тем или иным религиозным направлениям. Существенные признаки С. р., отличающие их от церкви — неприятие мира, добровольное и сознательное вступление (обращение), отсутствие бюрократической организации, менее формализованное и более эмоциональное богослужение. Наряду с этими признаками С. р. свойственно стремление усовершенствовать или видоизменить некоторые положения вероучения или обрядовой практики «исторических религий» (М. Вебер)…— Религиоведение. Энциклопедический словарь.
- Словарь античности

Секты (от лат. sequi — следовать), группы, отделившиеся от крупного течения и следующие за собств. новым вождем или исповедующие новую идею. В античной Греции С. первоначально означала философскую или юридич. школу или группу, затем — политич. группировку (у Цицерона). Церковь придала этому термину значение «ересь» (от греч. hairesis, лат. secta — учение, направление, школа) в религиозном или церковно-политич. смысле— Словарь античности

## Происхождение понятия
В латыни слово secta имело следующие значения:
1. путь, правило, метод, образ действия, мыслей или жизни;
2. учение, направление, школа, община, секта;

Этимологически слово «секта» происходит от лат. secta — «отколовшаяся часть религиозной общины», производного от sequor — «следовать за кем-то, повиноваться»; при этом довольно рано оно стало ассоциироваться с омонимичным, но этимологически не связанным словом лат. secta, производным от secāre — «резать, разделять, отсекать».
Изначально слово «секта» было нейтральным термином для описания отдельных, обособленных политических, философских и религиозных групп.

### Слово «секта» в древнеримской литературе
Древнеримский философ и ритор Цицерон называл сторонников Марка Антония сектантами, также использовал слово секта по отношению к философским школам:
(120) Потому я и одобряю, мой Брут, что ты избрал себе в наставники ту школу философов, в учениях и предписаниях которой философское рассуждение соединяется с приятным и обильным красноречием.
Оригинальный текст (лат.)Quo magis tuum, Brute, iudicium probo, qui eorum [id est ex vetere Academia] philosophorum sectam secutus es, quorum in doctrina atque praeceptis disserendi ratio coniungitur cum suavitate dicendi et copia
Древнеримский историк Тацит писал в «Анналах» (лат. Annalium; Annales) о секте (школе) стоиков (Stoicae sectae) и «Истории» (лат. Historiae) о секте (школе) киников (Cynicam sectam)
Анналы.Книга XVI 32.: «…Этот клиент Сорана, подкупленный, чтобы погубить друга, носил личину последователя стоической школы…»
Оригинальный текст (лат.)32. …cliens hic Sorani et tunc emptus ad opprimendum amicum auctoritatem   Stoicae    sectae   praeferebat…

Анналы. Книга XIV 57.: «…Плавт, располагая большими средствами, даже не притворяется, что ищет покоя, но открыто выражает своё преклонение перед древними римлянами, во всём подражает им и усвоил высокомерие стоической школы, приверженцы которой отличаются вызывающим самовольством…»
Оригинальный текст (лат.)57. Plautum  magnis  opibus  ne fingere  quidem  cupidinem  otii  sed  veterum  Romanorum  imitamenta  praeferre, adsumpta  etiam  Stoicorum  adrogantia  sectaque  quae  turbidos  et negotiorum  adpetentis  faciat.

История. Книга IV 40.: «…все хвалили Музония за то, что он добился столь справедливого возмездия, и, напротив того, с презрением говорили о Деметрии, философе из секты киников, который, руководствуясь не чувством справедливости, а одним лишь тщеславием, взялся защищать заведомого преступника…»
Оригинальный текст (лат.)Liber IV. 40:«…insignis publica severitate dies ne privatim quidem laude caruit. iustum iudicium explesse Musonius videbatur, diversa fama Demetrio Cynicam sectam professo, quod manifestum reum ambitiosius quam honestius defendisset: ipsi Publio neque animus in periculis neque oratio suppeditavit…»
Древнеримский философ и поэт Сенека в своём произведении «Нравственные письма к Луцилию» или «Письма к Луцилию» (лат. Epistulae morales ad Lucilium) сектой, в смысле философской школы, называл школу стоиков, к которой сам же и принадлежал, а также, в значении медицинского сообщества, говорил о «секте Гиппократа» и «секте Асклепиада» и «секте Темисона»:
Письмо LXXXIII (9): «…Зенон, великий муж основатель нашей школы, столь стойкой и незапятнанной, хочет отпугнуть нас от пьянства…»
Оригинальный текст (лат.)Liber LXXXIII [9]: «…Vult nos ab ebrietate deterrere Zenon, vir maximus, huius   sectae fortissimae ac sanctissimae conditor…»

Письмо XCV [9]: «…Поэтому у Гиппократа — своя школа, у Асклепиада — своя, и своя — у Темисона…»
Оригинальный текст (лат.)Liber XCV [9]: «…Itaque  alia  est  Hippocratis  secta, alia  Asclepiadis, alia  Themisonis…»
Древнеримский ритор Квинтилиан писал в своём трактате «Наставление оратору», или «Риторические наставления» (лат. «De institutione oratoria») о «сектах» стоиков и эпикурейцев, применял слово секта к философским школам:
Книга III, Глава I [18]:«…Риторы сии держались различных мнений, и последователи их, по обычаю Философских сект или толков, именовались Аполлодорцами и Феодорейцами…»
Оригинальный текст (лат.)Caput I, XVIII.: «…Hi diversas opiniones tradiderunt appellatique inde Apollodorei ac Theodorei ad morem certas in philosophia sectas sequendi…»

Книга III, Глава I [22]: «…Однако после толикого числа знаменитых мужей не возбраняется, думаю, и мне изъявить в некоторых случаях своё мнение. Я не ослеплён никаким предрассудком, никакой секте или толкам других не предан; я старался собрать в одно место многими изобретённое; тем и другим воспользоваться предоставляю читателю, и буду доволен, когда заслужу одобрение за мою, по крайней мере, точность там, где ум похвалить не за что…»
Оригинальный текст (лат.)Caput I, XXII.:«…Non tamen post tot ac tantos auctores pigebit meam quibusdam locis posuisse sententiam. Neque enim me cuiusquam sectae velut quadam superstitione inbutus addixi, et electuris quae volent facienda copia fuit, sicut ipse plurium in unum confero inventa, ubicumque ingenio non erit locus curae testimonium meruisse contentus…»

Книга V, Глава VII [35]
Оригинальный текст (лат.)Caput VII, XXXV.:«…His adicere si qui volet ea quae divina testimonia vocant, ex responsis oraculis ominibus, duplicem sciat esse eorum tractatum: generalem alterum, in quo inter Stoicos et Epicuri sectam secutos pugna perpetua est regaturne providentia mundus, specialem alterum circa partis divinationum, ut quaeque in quaestionem cadet…»

Книга V, Глава XIII [59]
Оригинальный текст (лат.)Caput XIII, LIX:«…ideoque miror inter duos diversarum sectarum velut duces non mediocri contentione quaesitum, singulisne quaestionibus subiiciendi essent loci, ut Theodoro placet, an prius docendus iudex quam movendus, ut praecipit Apollodorus, tanquam perierit haec ratio media, et nihil cum ipsius causae utilitate sit deliberandum. haec praecipiunt, qui ipsi non dicunt in foro, ut artes a securis otiosisque compositae ipsa pugnae necessitate turbentur…»
О «секте христиан» писал древнеримский писатель и юрист Плиний Младший в «Письмах к императору Траяну» (лат. Epistolae):
Письмо 96 Плиний императору Траяну: «… Не мало я и колебался, есть ли тут какое различие по возрасту, или же ничем не отличать малолеток от людей взрослых: прощать ли раскаявшихся или же человеку, который был христианином, отречение не поможет, и следует наказывать само имя, даже при отсутствии преступления, или же преступления, связанные с именем. Пока что с теми, на кого донесли как на христиан, я действовал так…» (перевод М. Е. Сергеенко, А. И. Доватура, В. С. Соколова)

Письма, X 96. Г. Плиний императору Траяну: «…(2) Я немало колебался, надо ли делать какие-либо возрастные различия, или даже самые молодые ни в чём не отличаются от взрослых, даётся ли снисхождение покаявшимся, или же тому, кто когда-либо был христианином, нельзя давать спуску; наказывается ли сама принадлежность к секте, даже если нет налицо преступления, или же только преступления, связанные с именем (христианина). Пока что я по отношению к лицам, о которых мне доносили как о христианах, действовал следующим образом…» (перевод Рановича А. Б.)
Оригинальный текст (лат.)2а. Epistolae, X LXXXXVI. С. Plinius Traiano Imperatori(2)Nec mediocriter haesitavi, sitne aliquod discrimen aetatum, an quamlibet teneri nihil a robustioribus differant; detur paenitentiae venia, an ei, qui omnino Christianus fuit, desisse non prosit; nomen ipsum, si flagitiis careat, an flagitia cohaerentia nomini puniantur. Interim, <in> iis qui ad me tamquam Christiani deferebantur, hunc sum secutus modum. (Plimus der Jungere. Brife. Lateinisch und Deutsch. Von H. Kasten. Berlin, 1982. S. 640-644.)

Письмо 97 Траян Плинию: «…Ты поступил вполне правильно, мой Секунд, произведя следствие о тех, на кого тебе донесли как на христиан…» (перевод М. Е. Сергеенко, А. И. Доватура, В. С. Соколова)
97. Император Траян Плинию: «… (1) Ты действовал, мой Секунд, как должно, при разборе дел тех, о которых тебе донесли как о христианах…» (перевод Рановича А. Б.)
Оригинальный текст (лат.)LXXXXVII. Traianus Plinio: (1) Actum quem debuisti, mi Secunde, in excutiendis causis eorum, qui Christiani ad te delati fuerant, secutus es. (Plimus der Jungere. Brife. Lateinisch und Deutsch. Von H. Kasten. Berlin, 1982. S. 640-644.)

Древнеримский историк Флор в двухтомнике «Эпитомы Тита Ливия» (лат. Epitome de Tito Livio) употребляет слово «секта» для описания пастушеского племени первых римлян:
Том I Глава XLVII Параграф III. 12.: «…(2) Первые сто лет этого возраста, которые мы называем золотыми, – священны, благочестивы, без порока, без преступления; тогда была ещё неподкупной и нетронутой первозданность этого пастушеского племени…»
Оригинальный текст (лат.)Liber I, XLVII.:«…Anacephalaeosis.:«Cuius aetatis superiores centum anni sancti, pii et, ut diximus, aurei, sine flagitio, sine scelere, dum sincera adhuc et innoxia pastoriae illius sectae integritas, dumque Poenorum hostium inminens metus disciplinas veteres continebat…»
Древнеримский писатель Апулей использует в своих произведениях слово секта как для обозначения философской школы, так и для обозначения разбойничьей шайки:
- «Метаморфозы, или Золотой осел» (лат. «Metamorphoseon sive Asinus aureus»)

Книга IV, 18: «…затем,  по  заведённому  в нашей  шайке  обычаю…
Оригинальный текст (лат.)…et ex disciplina sectae servato…»

Книга VII,4: «…К тому же немало найдётся людей, которые предпочтут унижениям и рабской жизни вступление в шайку, где каждый облечён властью чуть ли не тиранической…»
Оригинальный текст (лат.)«...nam et invitos terrore compelli et volentes praemio provocari posse nec paucos humili servilique vitae renuntiantes et instar tyrannicae potestatis sectam suam conferre malle...»

Книга X, XXXIII: «…самые выдающиеся философы…»
Оригинальный текст (лат.)«...egregii philosophi sectam...»
- «Апология или Речь в защиту самого себя от обвинения в магии» (лат. «Apologia sive pro se de magia liber»):

9.(11)«Я уж молчу о подобного рода писаниях у киника Диогена и Зенона, основателя стоической школы, они тоже чрезвычайно многочисленны»
Оригинальный текст (лат.)«...ut taceam scripta Diogenis Cynici et Zenonis   Stoicae    sectae   conditoris, id genus plurima?..»

### Слово «секта» в трудах христианских апологетов
В этом смысле ранняя христианская церковь подпадала под это понятие, поскольку являла собой обособленное религиозное сообщество, противопоставляемое её членами традиционным религиям языческого общества. Название «секта» по отношению к церкви применялось и самими христианами. Так, например, известный христианский апологет III века Тертуллиан, полемизируя с языческими авторами, в ряде своих сочинений, где сравнивает раннехристианскую общину с философской школой, именует общину первых христиан сектой (christianae sectae, или Dei sectae):
- В «Апологетике (Апологии)» (лат. «Apologeticus»)[70]:

I.(1).Если вам, представители римской власти, председательствующим на открытом и высоком месте, почти на самой вершине государства для того, чтобы производить суд, не дозволено явно разбирать и лично исследовать, в чём собственно состоит дело христиан; если относительно этого только одного дела ваша власть или боится или стыдится публично производить дознания по строгим правилам справедливости; если наконец, что случилось весьма недавно, ненависть к этой  секте, чрезмерно деятельная в домашних судах, заграждает путь к защите: то да позволено будет  истине   дойти до ваших ушей по крайней мере тайным путём беззвучных букв...Оригинальный текст (лат.) I. [1] Si non licet vobis, Romani imperii antistites, in aperto et edito, in ipso fere vertice civitatis praesidentibus ad iudicandum palam dispicere et coram examinare, quid sit liquido in causa Christianorum, si ad hanc solam speciem auctoritas vestra de iustitiae diligentia in publico aut timet aut erubescit inquirere, si denique, quod proxime accidit, domesticis iudiciis nimis operata infestatio sectae huius obstruit defensioni: liceat veritati vel occulta via tacitarum litterarum ad aures vestras pervenire.
III.(6) …Но секту ненавидят, конечно, за имя Основателя её Но что в том нового, если какая либо секта берет имя для своих последователей от имени своего основателя? Не называются ли философы по своим основателям платониками, эпикурейцами, пифагорейцами? Не называются ли также они от мест своих собраний и школ стоиками и академиками? Равным образом медики не получили ли своего имени от Еразистрата, а грамматики — от Аристарха, а повара — от Апиция? Однако никого не ненавидят за имя, перешедшее вместе с учением учителя и на учеников. Конечно, если кто доказал бы, что Основатель худ и секта худа, тот доказал бы, что и имя худо, достойно ненависти за виновность секты и Основателя. Поэтому следовало бы прежде, чем ненавидеть имя, узнать секту по Основателю или Основателя по секте. Но так как вы пренебрегли следствием и познанием того и другого, то у вас остается одно только имя, против него только одного идет война, один только простой звук осуждает и неизвестную секту и неизвестного Основателя, потому что эти последние только называются, а не изобличаются… Оригинальный текст (лат.)[6] At enim secta oditur in nomine utique sui auctoris. Quid novi, si aliqua disciplina de magistro cognomentum sectatoribus suis inducit? Nonne philosophi de auctoribus suis nuncupantur Platonici, Epicurei, Pythagorici? Etiam a locis conventiculorum et stationum suarum Stoici, Academici? Aeque medici ab Erasistrato et grammatici ab Aristarcho, coqui etiam ab Apicio?

V.(2)-(4) …Но сенат не принял его мнения, так как сам предварительно не исследовал дела. Император же остался при своем мнении и грозил обвинителям христиан наказанием. Раскройте свои комментарии и там вы найдете, что Нерон первый свирепствовал с своим императорским мечем против этой секты, которая распространялась в особенности в Риме. Но такой виновник нашего гонения доставляет нам даже славу; ибо кто знает его, тот может понять, что он ничего не преследовал, кроме великого блага. Преследовал нас и Домициан, часть Нерона по жестокости…Оригинальный текст (лат.)V [2] Tiberius ergo, cuius tempore nomen Christianum in saeculum introivit, adnuntiatum sibi ex Syria Palaestina, quod illic veritatem ipsius divinitatis revelaverat, detulit ad senatum cum praerogativa suffragii sui. Senatus, quia non ipse probaverat, respuit; Caesar in sententia mansit, comminatus periculum accusatoribus Christianorum. [3] Consulite commentarios vestros; illic reperietis primum Neronem in hanc sectam cum maxime Romae orientem Caesariano gladio ferocisse. Sed tali dedicatore damnationis nostrae etiam gloriamur. Qui enim scit illum, intellegere potest non nisi grande aliquod bonum a Nerone damnatum. [4] Temptaverat et Domitianus, portio Neronis de crudelitate; sed, qua et homo, facile coeptum repressit, restitutis etiam quos relegaverat.

XXI.(1) …Но поелику мы сказали, что секта эта, которую весьма многие считают за секту новую, современную своим появлением Тиберию, как открыто говорим это и мы, утверждена на священных книгах иудейских, которым принадлежит глубочайшая древность; то, быть может, кто-нибудь, взяв во внимание настоящее её положение, подумает, что мы под этим именем, как бы под тенью религии наизнаменитейшей или по крайней мере дозволенной, хотим скрыть собственные предрассудки…(26) Но мы представим вам более достоверных свидетелей Христа, тех самых, которым вы поклоняетесь. Если я для того, чтобы вы верили христианам, приведу таких свидетелей, ради которых вы не верите им, то такое свидетельство имеет большое значение. (27) Однако это — сущность нашего учения, это происхождение нашей секты и нашего учения с её Основателем, как мы узнали… (29) Иудеям я отвечаю, что и сами они научились почитать Бога чрез человека Моисея. Грекам возражаю, что Орфей в Пиерии, Музей в Афинах, Меламп в Аргосе, Трофоний в Беотии обязали людей посвящать себя в известную секту …Оригинальный текст (лат.)XXI. [1] Sed quoniam edidimus antiquissimis Iudaeorum instrumentis sectam istam esse suffultam, quam aliquanto novellam, ut Tiberiani temporis, plerique sciunt profitentibus nobis quoque, fortasse an hoc nomine de statu eius retractetur, quasi sub umbraculo insignissimae religionis, certe licitae, aliquid propriae praesumptionis abscondat,[27] Interim hic est ordo nostrae institutionis, hunc edidimus et sectae et nominis censum cum suo auctore. [29] Ut Iudaeis respondeamus, et ipsi deum per hominem Moysen colere didicerunt; ut Graecis occurram, Orpheus Pieriae, Musaeus Athenis, Melamp[h]us Argis, Trophonius Boeotiae initiationibus homines obligaverunt;
XXXVII. …А ведь одна ночь с немногими факелами могла бы щедро отмстить вам, если бы позволительно было у нас воздавать злом за зло. Но да отсутствует то, чтобы божественная секта защищалась человеческим огнём, или чтобы она скорбела о том страдании, которое служит к её испытанию…Оригинальный текст (лат.)XXXVII.[8] Nunc enim pauciores hostes habetis prae multitudine Christianorum, paene omnium civi<tat>um paene omnes cives Christianos habendo. Sed hostes maluistis vocare generis humani potius quam erroris humani.
XXXVIII.(1) …Поэтому без всякого опасения должно считать секту нашу между дозволенными факциями, так как она ничего не делает такого, из-за чего, обыкновенно, страшатся недозволенных факций…Оригинальный текст (лат.)XXXVIII.[1] Proinde nec paulo lenius inter <il>licitas factiones sectam istam deputari oportebat, a qua nihil tale committitur, quale de illicitis factionibus timeri solet.
XL. (7). …Иудейскую толпу из Египта ещё не приняла Палестина, и родоначальник христианской секты ещё не поселился там, когда пограничные ей города, Содом и Гоммору, попалил небесный огонь. …Оригинальный текст (лат.)XL.[7] Nondum Iudaeum ab Aegypto examen Palaestina susceperat, nec iam illic Christianae sectae origo consederat, cum regiones adfines eius, Sodoma et Gomorra, igneus imber exussit. Olet adhuc incendio terra, et si qua illic arborum poma, conantur oculis tenus, ceterum contacta cinerescunt.
XLIII.(2) …А впрочем какой бы ни был убыток вам от этой секты, он может вознаграждаться с некоторою лихвою…Оригинальный текст (лат.)XLIII.[2]Et tamen, quodcumque dispendium est rei vestrae per hanc sectam, cum aliquo praesidio compensari potest.
XLVI. …Но когда истина наша становится очевидною для каждого, тогда неверие, изобличаемое всем известным благом нашей секты, утверждает, что она во всяком случае не Богом учреждена, что она есть скорее какой либо особенный вид философских школ…Оригинальный текст (лат.)XLVI.[2] Sed dum unicuique manifestatur veritas nostra, interim incredulitas, dum de bono sectae huius obducitur, quod usu[i] iam et de commercio innotuit, non utique divinum negotium existimat, sed magis philosophiae genus...
L. …Но никакая изысканная жестокость ваша не приносит вам успеха; она скорее располагает к секте нашей. Чем более вы истребляете нас, тем более мы умножаемся; кровь христиан есть семя…Оригинальный текст (лат.)L.[13] Nec quicquam tamen proficit exquisitior quaeque crudelitas vestra; illecebra est magis sectae. Plures efficimur, quotiens metimur a vobis: semen est sanguis Christianorum.
- В «К язычникам» (лат. «Ad nationes»)[71]

IV. [1]Но вы говорите также, что секта наказывается за имя своего основателя. Действительно, существует хороший и общераспространённый обычай называть секту именем её основателя. Так, по именам своих основателей философы называются пифагорейцами и платониками, врачи — эрасистратовцами, грамматики — аристарховцами. [2] Итак, если секта плоха, потому что плох основатель её, то она наказывается, как отпрыск худого имени. Однако такое предположение безосновательно. Чтобы узнать секту, следует узнать основателя прежде, чем судить об основателе по секте.[3] Но теперь вы, не зная секты, потому что не знаете основателя, или не осуждая основателя, потому что не осуждаете секты, напираете на одно только имя, как бы имея в нём секту и основателя, которых вы совершенно не знаете. [4]Однако философам позволено свободно уходить от вас и вступать в секты, беспрепятственно принимая имена их основателей, и никто их не ненавидит, хотя они открыто и публично изливают всю желчь своего красноречия против ваших нравов, обычаев, одежды и всего образа жизни… Оригинальный текст (лат.)IV. [1] Sed dicitis sectam nomine puniri sui auctoris. Primo quidem sectam de auctoris appellationem mutuari utique probum. usitatumque ius est, dum philosophi quoque de auctoribus cognominentur Pythagorici et Platonici, ut medici Erasistratei et grammatici Aristarchii. [2] Itaque si ob auctorem malum mala secta, tradux mali nominis plectitur. Atquin temeritate praesumeretur. Prius erat cognoscere auctorem, ut cognosceretur secta, quam de secta inspectionem auctoris retinere. [3] At nunc necessario ignorando sectam, quia ig noratis auctorem, aut non recensendo auctorem, quia nec sectam recensetis, in solum nomen inpingitis, quasi in illo detinentes sectam et auctorem, quos omnino non nostis. [4] Et tamen philosophis patet libertas transgrediendi a uobis in sectam et auctorem et suum nomen, nec quisquam illis odium mouet, cum in mores ritus cultus uictusque uestros palam ac publice omnem eloquii amaritudinem elatrent, cum legum contemptu, sine respectu personarum, ut quidam etiam in principes ipsos libertatem suam inpune iaculentur.
V. …Произведите тщательное следствие над нашей сектой, которой приписываются различные пороки…Оригинальный текст (лат.)V.[4] Quaerite sectam cui malitiae deputatur.

VI. …Всякий раз как совесть ваша, тайный свидетель вашего незнания, бывает смущена и угнетена этими нашими доказательствами и возражениями, которые выставляет от себя сама истина, — вы что есть духу бежите в своё убежище, а именно под защиту законов. Конечно, вы не преследовали бы нашей секты, если бы этого не требовали законодатели! …Оригинальный текст (лат.)[1] His propositionibus responsionibusque nostris quas ueritas de suo suggerit, quotiens comprimitur et coartatur conscientia uestra, tacita ignorantiae suae testis, confugitis aestuantes ad arulam quandam, id est legum auctoritatem, quod utique non plecterent sectam istam, nisi de meritis apud conditores legum constitisset.

X. …Поэтому в своих предках вы имеете хотя и не по имени, но по характеру — точно секту христианскую, пренебрегавшую богами. …Оригинальный текст (лат.)X.[18] Sed tamen et Gabinius consul Kalendis Ianuariis, cum uix hostias probaret prae popularium coetu, quia nihil de Serape et Iside constituisset, potiorem habuit senatus censuram quam impetum uulgi et aras institui prohibuit.
- В «К Скапуле» (лат. «Ad Scapulam»)[72]

I.1.Мы, действительно, и не боимся и не страшимся того, что претерпеваем от незнающих; так как мы, желая достигнуть того, что Бог обещает, и боясь терпеть то, чем Он угрожает жизни развращенной, вступили в эту  секту, приняв, конечно, условие её договора - вести эту битву, жертвуя своею жизнью...Оригинальный текст (лат.)CAP. I. 1. Nos quidem neque expauescimus, neque pertimescimus ea quae ab ignorantibus patimur, cum ad hanc sectam, utique suscepta condicione eius pacti, uenerimus, ut etiam animas nostras exauctorati in has pugnas accedamus, ea quae Deus repromittit consequi optantes, et ea quae diuersae uitae comminatur pati timentes.

III. 1. …Клавдий Луций Герминиан, когда, негодуя на то, что жена его перешла в эту секту, жестоко поступал с христианами в Каппадокии и когда, один только болея в своем дворце, заживо съедался червями, говорил: пусть никто не знает об этом, чтобы христиане не радовались и христианки не надеялись…Оригинальный текст (лат.)CAP. III. 1.Claudius Lucius Herminianus in Cappodocia, cum indigne ferens uxorem suam ad hanc sectam transisse, Christianos crudeliter tractasset, solusque in praetorio suo uastatus peste, conuiuis uermibus ebulisset: 'Nemo sciat, aiebat, ne gaudeant Christiani aut sperent Christianae.'

IV. 5-6…. Даже сам Север, отец Антонина, помнил о христианах. Ибо он отыскал Прокула христианина, который назывался Торпационом, прокуратора Евходии, который некогда исцелял его маслом, и держал его в своем дворце до его смерти. Его весьма хорошо знал и Антонин, воспитанный на молоке христианском. Далее Север, зная, что и знатнейшие женщины и знатнейшие мужчины принадлежат к этой секте, не только не преследовал их, но даже дал им свидетельства и явно защищал их от народа, нападавшего на них. И Марк Аврелий во время германского похода получил дождь благодаря молитвам христианских воинов, обращенным к Богу, когда была сильная жажда…Пусть видят это те, которые обманывают секту и от которых и сами мы отказываемся. Кто наконец приносит на нас жалобу под другим именем? За какое другое дело страдает христианин, кроме дела своей секты ?…Оригинальный текст (лат.)CAP. IV.5.Ipse etiam Seuerus, pater Antonini, Christianorum memor fuit. Nam et Proculum Christianum qui Torpacion cognominabatur, Euhodiae procuratorem, qui eum per oleum aliquando curauerat, requisiuit et in palatio suo habuit usque ad mortem eius; quem et Antoninus optime nouerat, lacte Christiano educatus. 6. Sed et clarissimas feminas et clarissimos uiros Seuerus, sciens huius sectae esse, non modo non laesit, uerum et testimonio exornauit, et populo furenti in nos palam restitit...

V.4. …Впрочем эта секта не уничтожится. Ты должен знать, что тогда более она увеличивается, когда, по-видимому, истребляется. …Оригинальный текст (лат.)CAP. V.4. Nec tamen deficiet haec secta, quam tunc magis aedificari scias, cum caedi uidetur. Quisque enim tantam tolerantiam spectans, ut aliquo scrupulo percussus et inquirere accenditur, quid sit in causa, et ubi cognouerit ueritatem et ipse statim sequitur.
Латинский термин «секта» использовался для перевода греческого слова «ересь» (др.-греч. αἵρεσις), которое тоже сначала значило просто «учение, школа, направление».

Тот же Тертуллиан использовал слово «секта» в своём сочинении «О прескрипции против еретиков» (лат. «De praescriptione haereticorum») по отношению к афинским философским школам:
VI.[7] ...Удерживая нас от них, апостол особенно указывает, что должно остерегаться философии, когда пишет к Колоссянам: Смотрите, чтобы никто не увлёк вас философией и пустым обольщением, по преданию человеческому вопреки промыслу Духа Святого (ср. 2,8). [8]Был он в Афинах, и там в собраниях узнал эту мудрость человеческую, домогательницу и исказительницу  истины; узнал, что она сама разделилась на многочисленные ереси из-за множества  сект, противоположных одна другой...Оригинальный текст (лат.)VI.[7] Hinc illae fabulae et genealogiae interminabiles et quaestiones infructuosae et sermones serpentes uelut cancer, a quibus nos apostolus refrenans nominatim philosophiam [et inanem seductionem] contestatur caueri oportere scribens ad Colossenses: Videte ne qui sit circumueniens uos per philosophiam et inanem seductionem, secundum traditionem hominum, praeter prouidentiam Spiritus sancti. [8] Fuerat Athenis et istam sapientiam humanam affectatricem et interpolatricem ueritatis de congressibus nouerat, ipsam quoque in suas haereses multipartitam uarietate sectarum inuicem repugnantium.
Другой христианский апологет и ритор Лактанций использовал слово секта в своём сочинении «Семь книг божественных Установлений» (лат. «De divinis Institutionibus libri VII»), говоря о «множестве сект и лжеучений (ересей)» (plurimae sectae et haereses)
Книга IV Глава XXX: «...И пред их лицом, благоразумно нам знать то, о чём  Он Сам и Его апостолы предупреждали, что появится множество сект и лжеучений, которые разделят единство святого тела; и поэтому призывали нас  быть бдительными и трезвомыслящими, чтобы ни в какое из времён не попали в сети и не поддались на обман врага человеческого, с которым, самим Господом Богом, заповедано бороться...»
Оригинальный текст (лат.)Liber IV Caput XXX.: «...Ante omnia scire nos conuenit, et ipsum, et legatos eius praedixisse, quod 
plurimae sectae et haereses haberent existere, quae concordiam sancti corporis 
rumperent, ac monuisse, ut summa prudentia caueremus, ne quando in laqueos et 
fraudes illius aduersarii nostri, cum quo nos Deus luctari uoluit, incideremus...»
Однако впоследствии, при появлении обособленных еретических групп внутри самого христианства, слово «секта» уже для самих христиан стало обозначать сообщество или ложное учение, обособившееся от кафолической церкви и её учения и сузилось до понятия «ложное учение». Вплоть до Нового времени эти два слова употреблялись на латинском Западе как синонимы. Хотя бывали случаи, когда слово «секта» использовалось для перевода Вульгаты на национальные языки народов Средневековой Европы, но применялось к другим понятиям, нежели в латинском тексте. Так, при переводе латинской Библии на английский язык (Библия короля Якова) в первоначальном издании 1611 года — King James Version (издание Роберта Бейкера (англ. Robert Barker), иудейские религиозно-политические партии фарисеев и саддукеев (см. Деян. 5:17; 15:5; 26:5) были названы сектами (sect (s)) (KJV Ac.5:17; 15:5; 26:5) в первоначальном значении, как «школа, учение, направление». Это же слово для обозначение фарисеев и саддукеев было использовано в изданиях и переводах 1769 года — Библия короля Якова (оксфордское издание Бенджамина Блейни (англ.Benjamin Blayney Oxford King James Bible edition), 1901 года — American Standard Version, People’s Bible (перевод Сидни Бричто (англ. Sidney Brichto), 1833 года — Webster’s Bible (перевод и издание Ноя Уэбстера), Weymouth Bible (перевод Ричарда Уэймута (англ. Richard Francis Weymouth)), World English Bible, Young's Literal Bible (перевод Роберта Янга (англ. Robert Young), Douay-Rheims Bible (издание Ричарда Челлонера (англ. Richard Challoner).
В то же время в переводах Basic English Bible (перевод Сэмюэла Хука? 1941 год (англ. S. H. Hooke)) и Darby Bible (перевод Джона Дарби, 1867 год) вместо слова sect(s) либо используется слово division (подразделение), либо не используется никакое дополнительное слово.
Особо стоит отметить перевод Джона Уиклифа (Wycliffe Bible), сделанный задолго до Библии короля Якова в котором для обозначения фарисеев и саддукеев в тех же местах (Деян. 5:17; 15:5; 26:5) он пользуется в одинаковой степени словами «ересь» (eresye, erise) и «секта» (sect), но с уточнением, что первое слово применяется, собственно, к этим религиозно-политическиv партиям для их организационного обозначения, а второе слово говорит апостол Павел о самом себе, как о потомке приверженца школы фарисеев.

Первым теологом введшим в обиход слово «секта», сообщив ему современный смысл, был немецкий реформатор и основоположник лютеранства — Мартин Лютер. В своей работе «Лекции по Посланию к Галатам» Лютер, полемизируя со своими противниками, отмечает следующее 
...Среди нас творятся дела Божьи, т. е. проповедуется Слово и отправляются Таинства, и это делает нас святыми», и далее: «Церковь является вселенской везде в мире, где присутствуют Евангелие Божье и Таинства», если фанатики <анабаптисты> отвергают это, то они больше не являются церковью ... Я предупреждаю вас (об этом) так серьезно ввиду той опасности, что многочисленные заблуждения и секты - ариане, евномиане, македонцы и другие еретики - несут вред церквам своей хитростью... <...> ...прослушав две проповеди или прочтя пару страниц Священного Писания ... вдруг делают себя господами над всеми учениками и учителями, вопреки власти всех людей. Вы найдете немало таких в наши дни среди ремесленников, этих наглецов, которые никогда не подвергались испытаниям искушениями и поэтому не научились бояться Бога и не вкусили благодати. Не имея Святого Духа, они учат всему, чему им только заблагорассудится, и всему, что кажется правдоподобным необразованным людям
 По Лютеру, церковью являются лишь те, кто правильно проповедуют Евангелие и соблюдают все таинства, чему не следуют критикуемые им анабаптисты и прочие радикальные движения Реформации (спиритуалисты, социниане и другие). Именно Мартин Лютер при переводе Вульгаты на немецкий язык вместо греческого слова «ересь» и латинизированного haeresis проставляет перешедшее в немецкий язык из латинского слово sekte в тех местах в Библии, где идёт речь о прямом и сознательном уклонении от догматов и ясно изложенной церковной истины.
После Реформации окончательно установилось разграничение значений терминов: слово «секта» стало обозначать организацию или группу людей, а «ересь» — лжеучение либо неортодоксальное учение, содержащееся сектой или деноминацией, причём это правило словоупотребления было обращено и в прошлое христианства (таким образом, можно, например, сказать, что секта севериан исповедовала монофизитскую ересь).

## Типология в науке
Религиовед И. Н. Яблоков отмечает, что «в социологической литературе выделяют следующие типы религиозных объединений: церковь, секта, деноминация». В некоторых вариантах англоязычной типологии церковных организаций секта противопоставляется деноминации и церкви.

### Типология «церковь-секта» Вебера-Трёльча[92]
Первыми исследователями, выделившими двучленное понятие «церковь-секта», были немецкий теолог Эрнест Трёльч и немецкий социолог Макс Вебер.
Макс Вебер отмечает отличие церкви от секты в том, что «Церковь — это община верующих, спасающихся. Секта же — это общество спасённых, стремящихся отделиться и отгородиться от внешнего мира». При соотнесении понятий «церковь» по сравнению с «секта», строение гораздо более устойчивое как во временном отношении (то есть может существовать на протяжении веков и тысячелетий), так и устойчива в пространстве — принадлежит к определённым странам, народам, культурам. Не всегда строго очерченные границы определённой церкви или страны или народа совпадают, но основное наполнение церкви — это её паства, это народ во всём его многообразии, а не отдельные люди. И как все люди, родившиеся в определённой стране, по общему правилу, суть её жители, так и все родившиеся в этой же стране и принадлежащие к данному народу, его культуре, принадлежат по умолчанию к той церкви, которая ответственна за данную страну, народ и культуру. Естественно, если человек сознательно не порывает с той страной, где он родился, или с этой церковью, к которой принадлежат его родители. От человека принадлежность к данной церкви ожидается изначально, по самому факту его рождения, и это нормально. Конечно, бывает такое, что отдельный человек захотел присоединиться к той или иной церкви (и часто так и происходит), но всё же основу традиционной церкви составляют именно люди, принадлежащие к ней изначально. В секту же человек допускается (или вербуется) по своим личностным особенностям и качествам, а не по праву рождения. В связи с этим Макс Вебер пишет: «Внешний и внутренний конфликт двух структурных принципов — церковь как институт благодати и секта как союз людей, получивших высшую религиозную аттестацию, — проходит через всю историю протестантизма…»
Макс Вебер также, на основании знакомства с источниками, отмечая суровую дисциплину и жёсткий контроль за действиями неофитов в секте, пишет: «Дисциплина внутри аскетических сект была — и в этом она родственна монастырской — значительно более суровой, чем дисциплина какой бы то ни было церкви… В отличие от официальных протестантских церквей, секта часто запрещала лицам, исключённым из общины за этические прегрешения, всякое общение с членами общины, другими словами, подвергала их абсолютному бойкоту, который распространялся и на деловую сферу». Такие драконовские меры имели для личности адепта огромное воспитательное значение. Именно те качества, которые требовались от члена общины, со временем прочно «прививались» ему. Секта как бы ваяла его личность по своему образцу. Но что лежало в основе этих воспитательных воздействий? М. Вебер неоднократно подчеркивает, что «не этическое учение религии, а то этическое отношение к жизни, которое поощряется в зависимости от характера и обусловленности средств к спасению, предлагаемых данной религией, является её специфическим „этосом“ в социологическом значении этого слова».

### Типология «секта—деноминация—церковь» Хельмута Ричарда Нибура
В 1929 году американский теолог Хельмут Ричард Нибур добавил в эту схему понятие «деноминация». Преимущество системы Нибура по сравнению с предшествовавшей ей системой Вебера—Трёльча заключается в том, что Нибур рассматривает секту лишь как переходное звено, которое может эволюционировать в деноминацию и церковь. Нибур заключает, что секта не существует дольше жизни первого поколения, а во втором она становится уже деноминацией. В то же время в русском языке понятие «деноминация» временами используется как общее слово для любых подразделений внутри отдельной религии (в том числе для секты и церкви), а церквами обычно именуются основные традиционные деноминации (православная церковь, католическая церковь, древневосточные церкви, англиканская церковь, лютеранская церковь и некоторые другие, относящиеся к реформационному протестантизму).

### Типология «культ-секта-деноминация-церковь» Говарда Беккера
Далее, в 1932 году американский социолог Говард Пол Беккер (англ. Howard P. Becker), опираясь на опыт Вебера, Трёльча и Нибура, предложил четырёхчленную систему развития религиозных объединений — «культ-секта-деноминация-церковь».

## Особенности использования

### В России
В Российской империи понятие «секта» использовалось в законодательстве для обозначения не признаваемой государством конфессии. Секты разделялись по степени их «вредности». Такая классификация была впервые установлена в 1842 году и включала деление на «вреднейшие», «вредные», и «менее вредные».
Религиовед И. Н. Яблоков отмечает, что «секта возникает как оппозиционное течение в том или ином религиозном направлении». Он отмечает, что секта может выступать «выразителем протеста социальных групп, недовольных своим положением в антагонистическом обществе». Для секты «характерна претензия на исключительность (эксклюзивность) своей роли, доктрин, идейных принципов, ценностей и установок». Причиной этого являются настроения избранности и стремление к изоляционизму. Для секты характерно «резко выраженное стремление к духовному возрождению членов (ревивализм), признаком которого считается строгое соблюдение определённого нравственного кодекса и ритуальных предписаний». Яблоков отмечает, что «эта установка нередко ведёт к фанатизму». У секты нет института священства, а лидерство является харизматическим, то есть «право на него признаётся за лицом, которое получило якобы особую способность руководства, воспринимаемую как милость божью». Яблоков указывает на то, что «в секте провозглашается принцип добровольности объединения, делается акцент на обращение, предшествующее членству». Он замечает, что «историческая судьба сект неодинакова», поскольку «одни из них через определённый промежуток времени прекращают своё существование, другие превращаются в церкви и деноминации».
По мнению религиоведа И. Я. Кантерова, слово «секта» заключает в себе исторически обусловленный подтекст и в русском языке часто носит уничижительный оттенок. Производные от этого термина слова «сектант», «сектантство» и «сектантский» вызывают негативные ассоциации и обычно используются полемически или унизительно. В силу эмоциональной окрашенности религиоведы избегают пользоваться этим термином иначе как в описании исторических процессов, предпочитая термины «религиозные группы», «религиозные организации», «религиозные образования», «религиозные течения», «новые религиозные движения». Слово «секта» зачастую употребляется публицистами и религиозными деятелями (в отношении других религиозных организаций) в уничижительном смысле.
Вместе с тем, в своих публикациях советского периода И. Я. Кантеров использовал понятие «секта».
Понятия «секта», «сектантство» и «сектанты» не имеют чёткого научного определения, которое бы обозначало содержание и смысл этих понятий и было бы общепринятым в светском религиоведении. Не имея научного определения, эти понятия отсутствуют в российском законодательстве. Термин «секта» не употребляется (кроме единичных случаев) в нормативных актах Российской Федерации и других стран.
В 2007 году полномочный представитель правительства Российской Федерации в высших судебных инстанциях, доктор юридических наук Михаил Барщевский отмечал, что в российском законодательстве нет ни одного юридического определения секты, также нет упоминания секты ни в одном законе, ни в одном нормативном акте.
В 1998 году Судебная палата по информационным спорам при Президенте Российской Федерации в решении № 4 (138) от 12.02.1998 г. по обращению координатора руководящего комитета Управленческого центра региональной религиозной организации «Свидетели Иеговы» В. М. Калин в связи с публикацией в газете «Комсомольская правда» материала «Сект-Петербург. Здесь будет город-храм» указала (мнение заместителя председателя И. Ю. Ерёмина), что «в законодательстве Российской Федерации не существует такого понятия, как „секта“, в то же время данный термин в силу сложившихся в обществе представлений несёт безусловно негативную смысловую нагрузку» и, соответственно, его употребление не рекомендуется, поскольку может оскорбить чувства верующих.
Уполномоченный по правам человека в России Владимир Лукин по этому поводу отмечал, что

ещё в 1998 году Судебная палата по информационным спорам при президенте РФ, рассматривая жалобу религиозной организации на применение СМИ термина «секта», признала неоправданное его использование фактом нарушения журналистской этики, поскольку «в законодательстве Российской Федерации не существует такого понятия, как „секта“. В то же время данный термин в силу сложившихся в обществе представлений несёт безусловно негативную смысловую нагрузку, и, употребляя его, журналисты могут оскорбить чувства верующих».
Ведущий научный сотрудник Института мировой литературы им. А. М. Горького РАН, доктор филологических наук В. Ю. Троицкий считает, что 

Понятия «секта» и «культ» сами по себе не несут какой-либо оскорбительной смысловой нагрузки. Это понятия широко распространённые в обиходной русской речи объективно отражают характер деятельности некоторых религиозных групп. В авторитетных словарях и научных исследованиях приводятся в целом сходные определения этих слов, и они нигде не трактуются в уничижительном, презрительном или оскорбительном смысле, означая всего лишь понятия о некоей обособленной группе по отношению к той или иной религии…. Нигде этот термин не трактуется как нечто оскорбительное или плохое, не несёт отрицательного отношения к религиозным движениям, религиозным меньшинствам. Таким же образом обстоит дело и с понятием «культ»…Это слово не несёт в себе негативной характеристики такой организации. Религиозные секты могут оказывать иногда культурообразующее влияние на традиции народов, превращаясь в некие религиозные движения, отличаясь от материнской религии какими-то догматами. Примером здесь может служить протестантство…Термином «секта» называется в обиходе или в публикации в СМИ та или иная религиозная группа и это отнюдь не обуславливает её общественной обструкции или уголовного преследования. Если та или иная религиозная группа, являясь по определению сектой, своими антисоциальными действиями или человеконенавистническим учением вызывает к себе негативное отношение общественности, то в этом вина исключительно этой религиозной группы. Даже если понятие «секта» не используется в нормативных документах России, это вовсе не определяет невозможность его законного использования в юридической практике. Ведь законодательство России не должно и не может юридически узаконивать употребление всех слов русского языка или толкование их.
А И. Б. Воробьёва, кандидат юридических наук, доцент кафедры криминалистического обеспечения расследования преступлений Саратовской государственная академия права отмечает, что 

Увеличивается число официальных юридических документов, составленных российскими судебными органами, в которых применяется как термин «секта», так и производные от него слова и словосочетания…Точку в споре по поводу использования неправового термина «секта» поставил 23 ноября 1999 г. Конституционный Суд РФ, подтвердив возможность его использования и таким образом введя его в юридическую практику. <> Суд также пришёл к выводу, что <…> понятие «секта» общеизвестно и используется в отношении религиозных организаций, исповедующих взгляды узкой группы людей по сравнению с подавляющим большинством.

#### В законодательстве России и судебной практике российских судов
На федеральном уровне слово «секта» использовалось в нормативно-правовых актах органов исполнительной власти Российской Федерации. В современном российском законодательстве юридическое понятие слова «секта» отсутствует, следовательно, означающий его термин не может быть критерием при оценке того или иного религиозного направления с правовой точки зрения.
В судебной практике понятие секта использовалось в решениях следующих судов:
- Хорошевский межмуниципальный народный суд СЗАО г. Москвы в решении от 21 мая 1997 г. (дело 2-1208) по иску Общественного комитета защиты свободы совести, Л. С. Левинсона, М. С. Осадчева и Н. А. Балуковой к А. Л. Дворкину и Отделу религиозного образования и катехизации Московского Патриархата[22][115][122][124]
- Дзержинский федеральный суд г. Санкт-Петербурга в решении от 4 августа 1999 г. (дело № 2-237) по иску члена религиозной организации «Свидетели Иеговы» Слободян М. Е. к редакции газеты «Новый Петербург», Агеевой В. А., Терентьеву Е. Е. о защите чести, достоинства и деловой репутации и компенсации морального вреда[22][115][122][125]
- Калининский районный суд г. Челябинска в решении от 2 октября 2000 г. (дело № 2-263/2000) по иску религиозной организации «Управленческий центр Свидетелей Иеговы в России» к открытому акционерному обществу «Связьинформ» Челябинской области, Давиденко О. В., Мозжерину С. А., Прокуратуре Челябинской области о защите чести и достоинства, деловой репутации, взыскании компенсации морального вреда и убытков[22][115][122][126]
- Кузнецкий районный суд г. Новокузнецка Кемеровской области в решении по искам Церкви Христиан Веры Евангельской «Живая вода» Ассоциации Независимых Церквей Христиан Веры Евангельской г. Новокузнецка, Церкви Христиан Веры Евангельской «Живая вода» Ассоциации Независимых Церквей Христиан Веры Евангельской г. Мыски к настоятелю Спасо-Преображенского Собора Пивоварову В. А. о защите чести, достоинства и деловой репутации[22][115][122][127]
- Арбитражный суд г. Москвы в решении от 20 октября 2006 года(дело № А-40-156939/06-146-149) по иску заявителя заинтересованного лица Старостенко Н. В. по доверенности от 21.10.05 по заявлению ОАО телекомпании «ТВК-6 Канал» к Федеральной службой по надзору за соблюдением законодательства в сфере массовых коммуникаций и охране культурного наследия о признании предупреждения незаконным[22][122][128]
- Федеральный Арбитражный суд Московского округа в решении по кассационной жалобе от 31 января 2007 г. (по делу N КА-А40/13939-06) Федеральной службы по надзору за соблюдением законодательства в сфере массовых коммуникаций и охране культурного наследия на решение от 20 октябри 2006 г. Арбитражного суда г. Москвы по делу N А40-15693/06-146-149 по заявлению ОАО «ТВК-6 Канал» об оспаривании предупреждения к Федеральной службе по надзору за соблюдением законодательства в сфере массовых коммуникаций и охране культурного наследия[122][129]
- Московский городской суд в определении от 12 марта 2012 г. по делу № 33-7562 утверждал, что «действующее законодательство не содержит понятие тоталитарная секта», а также то, что сдача денежных средств членами секты в общий бюджет не является противозаконным действием[130].
- 22 августа 2012 г. тот же суд в апелляционном определении по делу № 11-15098 подтвердил, что если кто-то называет организацию сектой или гражданина — сектантом, то этим он высказывает своё личное оценочное суждение (мнение, убеждение), а не заявляет о сектантстве как о факте, который можно проверить на истинность. Потому высказывание или публикация подобных утверждений не является основанием для удовлетворения иска о защите чести, достоинства или деловой репутации[131].
- Конституционный Суд Российской Федерации в Постановлении от 23 ноября 1999 года № 16-П по делу «О проверке конституционности абзацев третьего и четвёртого пункта 3 статьи 27 Федерального закона от 26 сентября 1997 года „О свободе совести и о религиозных объединениях“.»[132][133]

Также слово «секта» в сочетании «тоталитарная секта» встречается ряде НПА федерального, регионального и местного значения (см. раздел)

###### В СМИ
Термин «секта» многократно использовался новостными агентствами, включая центральное государственное информационное агентство России ИТАР-ТАСС, информагентства Интерфакс, РосБизнесКонсалтинг, РИА Новости, издания «Российская Газета», «Независимая газета».

### В Европейском Союзе
Термин «секта» используется в следующих документах европейских органов:
- Рекомендация ПАСЕ 1178 «О сектах и новых религиозных движениях» (1992 г.)
- Постановление Европарламента «О сектах в Европе» от 12 февраля 1996 г.
- Рекомендация ПАСЕ 1412 «О незаконной деятельности сект» (1999 г.)[115]
- Рекомендация Конференции международных неправительственных организаций Совета Европы (CONF/PLE) «Сектантские эксцессы и нарушения прав человека» от 27 января 2011 г.

#### Австрия
В Австрии в 1998 г. был принят Федеральный закон о создании центра документации и информации
по вопросам сект. Его текст определяет секты и «сектоподобную деятельность» как «имеющие отношение к религии или мировоззрению организации и действия, если от них может исходить угроза»:
• жизни, физическому или психическому здоровью людей,
• свободному развитию человеческой личности, включающему свободу вступать или уходить из религиозных или мировоззренческих объединений,
• целостности семейной жизни,
• имуществу или финансовой независимости человека,

• свободному духовному и физическому развитию детей и молодежи»

#### Франция
В мае-июне 2001 г. во Франции был принят так называемый закон «Абу-Пикар» — Закон Франции «О предупреждении и пресечении сектантских течений, ущемляющих права и основные свободы человека». Его суть — не запрещение сект как таковых, тем более, что этот термин в нём не присутствует (термин «сектантские движения» присутствует только в названии закона и названии его главы 4), но уточнение уголовных санкций, применяемых против преступного поведения человека или организации.

#### Германия
Федеральный конституционный суд Германии в постановлении 1 BvR 670/91 от 26 июня 2002 г. подтвердил, что термин «секта» может использоваться государственными органами в официальных документах. Также было признано, что определения «молодёжная секта» и «психосекта» являются «не вызывающими опасений». Но было признано незаконным использование эпитетов «деструктивная» и «псевдорелигиозная» в отношении к движению последователей Ошо (Шри Раджнина), по жалобе которых выносилось данное решение.

…было признано необоснованным требование жалобщиков запретить Федеральному правительству использование понятия «секта». Однако посредством использования этого понятия, как уже отмечалось, не затрагивается охраняемая Ст. 4 п. 1 и 2 Конституции область

### Тоталитарные и деструктивные секты
Тоталитарная секта — особый тип организации, для которой характерны авторитарные методы управления, ограничения прав человека для членов организации, и деятельность которой представляет опасность для жизни и здоровья граждан, существующая в форме религиозной, общественной, коммерческой, образовательной или оздоровительной организации.

## Англоязычные соответствия
В англоязычной терминологии понятию секта соответствуют термины «sect» (этот термин характерен для континентальной Европы) и «cult» (наиболее распространён в Америке и Великобритании). В последнее время вместо терминов «секта» и «культ» часто используется понятие New Religious Movement (NRM). В то же время в английском языке слово «sect» также применяется по отношению к традиционным направлениям многих религий (например, основных течений индуизма, ислама или христианства). Иногда встречается аналогичное употребление и в русском языке.

## Понятие секты в буддизме и индуизме
Употребление слова «секта» в сочинениях по буддизму и индуизму имеет совершенно другой смысл, отличный от того, который имеет этот термин в современном обществе. В современном обществе «секта» рассматривается как некая группировка, отколовшаяся от основного религиозного направления и подвергшая ревизии догматические положения. Таким образом, в современном обществе «секта» часто употребляется как синоним ереси или же близкое ей понятие (организация сторонников определённой ереси). С этой точки зрения в буддизме и индуизме отсутствуют сектантские движения. В контексте индийских религий слово «секта» не используется для обозначения отколовшейся группы, но указывает на организованную традицию, имеющую своего основателя. Вопрос ереси для индуистских сект не существенен, так как в индуизме нет унифицированной системы верований, закреплённой в догмах или «символе веры». В индуизме также отсутствует централизованный орган управления.
В буддизме любая школа, причислявшая себя к буддийскому учению, полностью разделяла основную доктрину — Четыре благородные истины. Ввиду отсутствия стройной и единой теории в буддизме невозможно деление на ортодоксальные и еретические учения, и это позволяет в широких рамках трактовать религиозную доктрину и йогический опыт. А те течения, которые не разделяют Четыре благородные истины, буддийскими не считаются.
В работах, посвящённых буддизму и индуизму, слово «секта» употребляется достаточно часто, не имеет негативного оттенка и означает самостоятельные течения, то есть является аналогом слова «школа». Хотя такое употребление в буддологии подвергалось критике, но полной замены его словом «школа» не произошло. По словам В. Г. Лысенко, ссылающейся на определение А. Баро в «Энциклопедии религий», «школами теперь обычно называют группы приверженцев той или иной системы толкования учения, а сектами — объединения верующих в целях совместной религиозной жизни».
По отношению к синкретическим религиозным школам, использующим буддийскую терминологию, но искажающим принципиальные основы буддизма, употребляется термин «синкретическая секта» (или просто секта, но в смысле — синкретическая, а не буддийская).